# Jean Louis de la Croix
Jean Louis de la Croix var en fransk bågskytt. Han deltog vid olympiska sommarspelen 1908.